# Bernhard Heinzler
Bernhard Heinzler (* 14. März 1879 in Enzkofen, Oberamt Saulgau; † 23. März 1951 ebenda) war ein deutscher Politiker (SPD).

## Biografie
Heinzler war der Sohn eines Arbeiters. Er besuchte die Volksschule und lernte bei der Reichspost im Telegraphendienst und war später Postschaffner in Bremen. 
Heinzler wurde Mitglied der SPD und der Gewerkschaft.
Nach dem Ersten Weltkrieg war er 1919/1920 Mitglied in der verfassunggebenden Bremer Nationalversammlung sowie von 1920 bis 1923 und von 1924 bis 1927 Mitglied der Bremischen Bürgerschaft und von 1921 bis 1923 Schriftführer in der Bürgerschaft.